# Großräschen
Großräschen (in lusaziano Rań) è una città del Brandeburgo, in Germania.

Appartiene al circondario dell'Oberspreewald-Lusazia.

## Società

### Evoluzione demografica
- Sviluppo della popolazione dal 1875 entro gli attuali confini (Linea Blu: Popolazione; Linea puntata: Confronto dello sviluppo della popolazione dello stato del Brandenburgo; Sfondo grigio: Ai tempi del governo nazista; Sfondo rosso: Al tempo del governo comunista)
- Sviluppo recente della popolazione (Linea blu) e previsioni

| Anno | Abitanti |
| ---- | -------- |
| 1875 | 2 975    |
| 1890 | 4 843    |
| 1910 | 13 309   |
| 1925 | 14 414   |
| 1939 | 15 024   |
| 1946 | 16 332   |
| 1950 | 16 282   |
| 1964 | 16 210   |

| Anno | Abitanti |
| ---- | -------- |
| 1971 | 17 006   |
| 1981 | 14 306   |
| 1985 | 14 023   |
| 1990 | 14 476   |
| 1995 | 14 296   |
| 2000 | 12 693   |
| 2005 | 11 335   |
| 2010 | 10 262   |

| Anno | Abitanti |
| ---- | -------- |
| 2015 | 8 655    |
| 2016 | 8 629    |
| 2017 | 8 602    |
| 2018 | 8 572    |
| 2019 | 8 471    |
| 2020 | 8 455    |

Fonti dei dati sono nel dettaglio nelle Wikimedia Commons..

## Geografia antropica

### Suddivisioni amministrative
Alla città di Großräschen appartengono le frazioni (Ortsteil) di Allmosen, Barzig, Dörrwalde, Freienhufen, Saalhausen, Wormlage e Woschkow.

## Amministrazione

### Gemellaggi
Großräschen è gemellata con:
- Trzebiatów, dal 2006